# Међународни дан солидарности са палестинским народом
Међународни дан солидарности са палестинским народом је празник Уједињених нација који се обележава 29. новембра у организацији УН.
Према задњим извештајима Уједињених нација из 2023. године, преко 1.7 милиона Палестинаца је протерано из својих домова на окупираним територијама од стране Израела.

## Историјат
Празник је уведен 1977. године, у знак сећања на резолуцију 181 из 1947. која је предлагала креирање две засебне државе, посебне арапске и посебне јеврејске државе на простору Палестине након престанка британског мандата. Празник је успостављен резолуцијом 32/40 B, 2. децембра 1977. године, а садржао је и предлог да се изврши студија Порекло и еволуција палестинског проблема (енгл. The Origins and Evolution of the Palestine Problem).

## Обележавање
Обележавање овог датума се организује у канцеларијама УН-а у Њујорку, Женеви, Бечу и Најробију. Обележавање укључује дискусије везане за палестинско питање, као и разне едукативне радионице где се говори о кршењу права палестинског народа. УН позивају на акцију у настојању да палестинском народу дају суверенитет и независност од израелске окупације. Генерална скупштина истиче своју подршку праву Палестинаца да се врате својим домовима, из којих су расељени 1948. након стварања државе Израел, где је више од 760.000 Палестинаца постало избеглице. 
Током обележавања овог празника у канцеларији УН-а у Женеви 2001. године, изнет је предлог да се на окупираној територији Палестине организује међународне мировне снаге које би штитиле људска права палестинског народа.
Посебне комеморативне активности организује Одсек за палестинска права Секретаријата Уједињених нација, у консултацији са Комитетом за остваривање неотуђивих права палестинског народа.
У резолуцији 60/37 од 1. децембра 2005. године, Скупштина је затражила од Комитета за остваривање неотуђивих права палестинског народа и Одељења за палестинска права, у оквиру обележавања Међународног дана солидарности са палестинским народом 29. новембра, да настави да организује годишњу изложбу о правима Палестинаца или културни догађај у сарадњи са Сталном посматрачком мисијом Палестине при УН. Резолуција о обележавању Међународног дана солидарности са палестинским народом такође подстиче државе чланице да наставе да дају најширу подршку и публицитет обележавању Дана солидарности.

## Критика
Критике на рачун овог празника тичу се његове немогућности да реши проблеме кршења права палестинског народа. У тренутку увођења овог празника од стране УН-а, Израел је контролисао мање од 3% Западне обале која је окупирана у рату 1967. године, да би 2020. Израел контролисао 43% територије Западне обале у којој је изграђено 128 насеља у којима живи преко пола милиона Јевреја. Немогућност УН-а да изврши већи притисак на Израел, лежи и у томе што САД које су традиционални савезник Израела често улажу право вета на одлуке које би ишле против интереса израелских власти. Резолуција УН-а 194 која Палестинцима гарантује право на повратак на подручја са којих су протерани 1948. никада није заживела у пракси.